# Pete Fenson
Pete Fenson (n. 29 februarie 1968, Bemidji, Minnesota, SUA) este un jucător de curl ce a reprezentat Statele Unite ale Americii, medaliat olimpic. A participat la o ediție a Jocurilor Olimpice (2006) în care a câștigat o medalie de bronz.

## Participări
Lista de mai jos prezintă principalele competiții la care a participat Pete Fenson de-a lungul carierei.
- Curling ai XX Giochi olimpici invernali[*]